# فینیکس (میشیگان)
فینیکس (به انگلیسی: Phoenix) یک منطقهٔ مسکونی در ایالات متحده آمریکا است که در Keweenaw County واقع شده‌است.